# Ів Венсан
Ів Венса́н (фр. Yves Vincent, повне ім'я — Ів Фред Венса́н (фр. Yves Fred Vincent); нар. 5 серпня 1921, Тон, Верхня Савоя, Франція — пом.6 січня 2016, Монташе-Вільгарден, Бургундія, Франція) — французький театральний та кіноактор, письменник.

## Біографія
Ів Фред Венсан народився 5 серпня 1921 року в місті Тон, Верхня Савоя. Більшу частину своєї юності провів у Алжирі, де його мати викладала французьку мову і географію. Як актор дебютував у трупі Comédie de Radio-Algérie. У другій половині 1940-х років Ів Венсан захоплювався верховою їздою, водним полом, театром та кіно.
У театрі Ів Венсан грав, зокрема, у постановках «Трамвая „Бажання“» Теннессі Вільямса разом з Арлетті, Морісом Реджамі та Луї де Фюнесом, «Констанс» Сомерсета Моема з Едвіж Фейєр, а також у п'єсах таких авторів, як Жан-Поль Сартр, Жан Кокто, Марк-Жильбер Совайон та Марсель Ашар.
Ів Венсан дебютував в кіно в 1944 році в Каїрі, разом зі своєю матір'ю у фільмі «Мосьє Арно», що стало початком його тривалої кінематографічної кар'єри. Серед помітних кіноробіт Венсана у 1950-х роках — ролі у фільмах «Капітан Ардан» (1951, реж. Андре Звобода) та «Бабетта йде на війну» (1959) Крістіана-Жака з Бріжіт Бардо.
Ів Венсан запам'ятався також участю у фільмах із серії про жандарма із Сен-Тропе з Луї де Фюнесом у головній ролі — «Жандарм одружується» (1968) та «Жандарм на відпочинку» (1970), де він втілив образ полковника жандармерії. Разом з Луї де Фюнесом Венсан знався також у фільмі Едуара Молінаро «Заморожений» (1969).
Окрім кіно Ів Венсан багато знімався для телебачення, граючи ролі у телефільмах та серіалах: «За останні п'ять хвилин» (1958-1992), «Розслідування комісара Мегре» (1967-1990), «Панове присяжні засідателі» (1974-1986) та ін. У 1988-1991 актор втілив образ судді Гаронна у відомому французькому телесеріалі «Трибунал», після чого завершив акторську кар'єру.
У жовтні 2013 року Ів Венсан опублікував свої мемуари під назвою «Ви хочете посміхнутися зі мною?» (фр. Voulez-vous en sourire avec moi ?), де, серед іншого, розповів про свої відносини з Інгрід Бергман, Едвіж Фейєр та Бріжіт Бардо. У 2015 році Венсан опублікував роман «Хвилі душі» (фр. Des Vagues à l'Âme).
Ів Венсан був двічі одружений: вперше — із Жаклін Юе, однією з перших дикторів французького телебачення; вдруге — з французькою акторкою Неллі Боржо і подругою легендарної акторки Інгрід Бергман. Має трьох дітей.
Помер Ів Венсан 6 січня 2016 року у віці 94-х років.

## Фільмографія (вибіркова)
Всього за час акторської кар'єри Ів Венсан зіграв ролі у 70-ти кіно-, телефільмах та серіалах.

| Рік       |    | Українська назва                               | Оригінальна назва                    | Роль                              |
| --------- | -- | ---------------------------------------------- | ------------------------------------ | --------------------------------- |
| 1946      | ф  | Ярмарок химер                                  | La foire aux chimères                | Роберт                            |
| 1947      | ф  | Таверна «Риба в короні»                        | La taverne du poisson couronné       | П'єр Астор                        |
| 1947      | ф  | Акули Гібралтару                               | Les requins de Gibraltar             | Андре Дюваль                      |
| 1948      | ф  | Лицар мертвого хреста                          | Le cavalier de Croix-Mor             | Сімон де Шабр                     |
| 1949      | ф  | Танцівниця з Маракешу                          | La danseuse de Marrakech             | Жан Порталь                       |
| 1949      | ф  | Бал Купідона                                   | Bal Cupidon                          | Морецці                           |
| 1949      | ф  | Гола                                           | La femme nue                         | П'єр Берньє                       |
| 1950      | ф  | Ворота сходу                                   | Porte d'orient                       | Вакур                             |
| 1951      | ф  | Капітан Ардан                                  | Capitaine Ardant                     | капітан П'єр Ардан                |
| 1951      | ф  | Ноктюрн шуму                                   | Tapage nocturne                      | Френк Варескот                    |
| 1952      | ф  | Відкритий проти Х                              | Ouvert contre X                      | інспектор Рішар                   |
| 1952      | ф  | Пригоди в Марокко                              | Grand gala                           | П'єр Бовуа                        |
| 1953      | ф  | Спартак                                        | Spartaco                             | Окмонас, лейтенант Спартака       |
| 1953      | тф | Мадам                                          | Madame Bovary                        | Родоль Буланже                    |
| 1954      | с  | На вашій совісті                               | En votre âme et conscience           | президент                         |
| 1956      | ф  | Співчуття до вампірів                          | Pitié pour les vamps                 | Андре Ларшер                      |
| 1957      | ф  | Агент ОСС 117 не мертвий                       | O.S.S. 117 n'est pas mort            | Борис Обарян                      |
| 1957—1966 | с  | Камера досліджує час                           | La caméra explore le temps           | генерал де ла Горі                |
| 1958—1996 | с  | За останні п'ять хвилин                        | Les cinq dernières minutes           | доктор Маркеллі                   |
| 1958      | ф  | Кримінальна поліція                            | Police judiciaire                    | інспектор Живерні                 |
| 1959      | ф  | Бабетта йде на війну                           | Babette s'en va-t-en guerre          | капітан Дарсі                     |
| 1960      | ф  | Висока плата                                   | La dragée haute                      | Де Маршельє                       |
| 1961      | ф  | Нові аристократи                               | Les nouveaux aristocrates            | доктор П'єр Руссо-Пруллі          |
| 1962      | с  | Розслідування інспектора Леклерка              | L'inspecteur Leclerc enquête         | Жирар                             |
| 1963      | ф  | Мюріель, або Час повернення                    | Muriel ou Le temps d'un retour       | фр. L'homme du couple d'acheteurs |
| 1964      | ф  | Франсуаза, або подружнє життя                  | Françoise ou La vie conjugale        | Гранжуан                          |
| 1964      | ф  | Жан Марк, або подружнє життя                   | Jean-Marc ou La vie conjugale        | Гранжуан                          |
| 1967—1990 | с  | Розслідування комісара Мегрэ                   | Les enquêtes du commissaire Maigret  | нотаріус Рауль Мотт               |
| 1967      | ф  | Довше живеш… пізніше помреш                    | Troppo per vivere... poco per morire | Фелтон                            |
| 1968      | ф  | Жандарм одружується                            | Le gendarme se marie                 | полковник                         |
| 1969      | ф  | Заморожений                                    | Hibernatus                           | Едуар Крепен-Жожар                |
| 1970      | ф  | Клод і Грета                                   | Claude et Greta                      | Матіас Дека                       |
| 1970      | ф  | Жандарм на відпочинку                          | Le gendarme en balade                | полковник жандармерії             |
| 1971      | с  | Мадам, Ви вільні?                              | Madame êtes-vous libre?              | бос                               |
| 1971      | ф  | Я – німфоманка                                 | Je suis une nymphomane               | священик                          |
| 1971      | ф  | Вальпараїсо, Вальпараїсо                       | Valparaiso, Valparaiso               | господар                          |
| 1974—1986 | с  | Панове присяжні засідателі                     | Messieurs les jurés                  | генеральний адвокат               |
| 1974      | ф  | Неможливий французький крок                    | Impossible... pas français           | Надар                             |
| 1978      | тф | Людовик XI або народження короля               | Louis XI ou La naissance d'un roi    | Філіп Бургундський                |
| 1981      | ф  | Дівчата Гренобля (1981) Les filles de Grenoble | консультант                          |                                   |
| 1983      | ф  | Вечірка сюрпризів                              | Surprise Party                       | мосьє Базен                       |
| 1986      | тф | Вінсент                                        | Vincente                             |                                   |
| 1985      | тф | Хлопчики Франції                               | Un garçon de France                  | Самір                             |
| 1987      | ф  | Румба                                          | La rumba                             | дель Монте, італійський посол     |
| 1988      | ф  | Будинок убивств                                | La maison assassinée                 | суддя                             |
| 1989—1994 | с  | Трибунал                                       | Tribunal                             | суддя Гаронн                      |

## Твори
- Yves Vincent, Voulez-vous en sourire avec moi ?, Boulogne-sur-Mer, Christian Navarro, coll. " Célébrités ",‎ 2013, 292 p. (ISBN 978-2914909860)
- Yves Vincent, Des vagues à l’âme, Boulogne-sur-Mer, Christian Navarro,‎ 2015, 103 p. (ISBN 978-2-914909-88-4, notice BnF no FRBNF 44304859)